# Dernière orbite circulaire stable
« ISCO » redirige ici. Pour le footballeur espagnol, voir Isco.
La dernière orbite circulaire stable, ou orbite circulaire stable la plus interne (en abrégé ISCO pour l'anglais innermost stable circular orbit), est la plus petite orbite circulaire marginalement stable sur laquelle une particule test peut se trouver de manière stable autour d'un objet massif en relativité générale. L'emplacement de l'ISCO, le rayon de l'ISCO ({\displaystyle r_{\mathrm {isco} }}), dépend de la masse et du moment cinétique de l'objet central. L'ISCO joue un rôle important dans les disques d'accrétion de trous noirs puisqu'il marque le bord intérieur du disque.
L'ISCO ne doit pas être confondu avec la limite de Roche, le point le plus intérieur où un objet physique peut orbiter avant que les forces de marée ne le brisent. L'ISCO s'intéresse aux particules test théoriques et non aux objets réels. D’une manière générale, l'ISCO sera bien plus proche de l’objet central que la limite de Roche.

## Concept de base
En mécanique classique, une orbite est obtenue lorsque le moment cinétique d'une particule test est suffisant pour résister à la force de gravité de l'objet central. À mesure que la particule test s’approche de l’objet central, la quantité de moment cinétique requise augmente, en raison de la nature de la loi en carré inverse de la gravitation. Cela se voit concrètement dans les orbites des satellites artificiels : en orbite géostationnaire à 35 786 kilomètres, la vitesse orbitale est de 10 800 km/h, alors qu'en orbite terrestre basse, elle est de 27 000 km/h. Les orbites peuvent être réalisées à n’importe quelle altitude, car il n’y a pas de limite supérieure à la vitesse en mécanique classique.
La relativité générale (RG) introduit une limite supérieure à la vitesse de tout objet : la vitesse de la lumière. Si une particule test est placée sur une orbite suffisamment basse autour d'un objet central en RG, la particule test aura besoin d'une vitesse supérieure à celle de la lumière pour maintenir son orbite. Ceci définit l'orbite instantanée la plus interne possible, connue sous le nom d'orbite circulaire la plus interne, qui se situe à 1,5 fois le rayon de Schwarzschild (pour un trou noir régi par la métrique de Schwarzschild). Cette distance est également connue sous le nom de sphère de photons.
En RG, la gravité n’est pas traitée comme une force centrale qui tire sur les objets : elle fonctionne plutôt en déformant l'espace-temps, courbant ainsi le chemin que toute particule test peut parcourir. L'ISCO est le résultat d'un terme attractif dans l'équation représentant l'énergie d'une particule test proche de l'objet central. Ce terme ne peut pas être compensé par un moment cinétique supplémentaire, et toute particule située dans ce rayon spiralera vers le centre. La nature précise du terme dépend des conditions de l'objet central (c'est-à-dire de si le trou noir a un moment cinétique).

## Trous noirs non rotatifs
Pour un objet massif qui n'est pas en rotation, dont le champ gravitationnel peut être exprimé avec la métrique de Schwarzschild, l'ISCO est située à
{\displaystyle r_{\mathrm {ms} }=6{\frac {GM}{c^{2}}}=3R_{S},}
où {\displaystyle R_{S}} est le rayon de Schwarzschild de l'objet massif de masse {\displaystyle M}. Ainsi, même pour un objet qui ne tourne pas, le rayon de l'ISCO n'est que trois fois le rayon de Schwarzschild, suggérant que seuls les trous noirs et les étoiles à neutrons ont une dernière orbite circulaire stable située au-delà de leur surface. À mesure que le moment cinétique de l'objet central augmente, {\displaystyle r_{\mathrm {isco} }} diminue.
Des orbites circulaires liées sont toujours possibles entre l'ISCO et l'orbite dite marginalement liée, qui a un rayon de
{\displaystyle r_{\mathrm {mb} }=4{\frac {GM}{c^{2}}}={2R_{S}},}
mais elles sont instables. Entre {\displaystyle r_{\mathrm {mb} }} et la sphère de photons, des orbites dites non liées sont possibles, mais elles sont extrêmement instables et nécessitent une énergie totale supérieure à celle de la masse au repos à l'infini.
Pour une particule test sans masse comme un photon, la seule orbite circulaire possible, mais instable, se situe exactement au niveau de la sphère de photons. À l’intérieur de la sphère de photons, il n’existe aucune orbite circulaire. Son rayon est
{\displaystyle r_{\mathrm {ph} }=3{\frac {GM}{c^{2}}}={1.5R_{S}}.}
Le manque de stabilité à l'intérieur de l'ISCO s'explique par le fait que l'abaissement de l'orbite ne libère pas suffisamment d'énergie potentielle pour la vitesse orbitale nécessaire : l'accélération gagnée est trop faible. Ceci est généralement illustré par un graphique du potentiel effectif orbital qui est le plus bas à l'ISCO.

## Trous noirs en rotation
Le cas des trous noirs en rotation est un peu plus compliqué. L'ISCO équatoriale dans la métrique de Kerr dépend du fait que l'orbite soit prograde (signe moins dans {\displaystyle r_{\mathrm {ms} }}) ou rétrograde (signe plus dans {\displaystyle r_{\mathrm {ms} }}) :
{\displaystyle r_{\mathrm {ms} }={\frac {GM}{c^{2}}}\left(3+Z_{2}\pm {\sqrt {(3-Z_{1})(3+Z_{1}+2Z_{2})}}\right)\leq 9{\frac {GM}{c^{2}}}=4.5R_{S}}
où
{\displaystyle Z_{1}=1+{\sqrt[{3}]{1-\chi ^{2}}}\left({\sqrt[{3}]{1+\chi }}+{\sqrt[{3}]{1-\chi }}\right)}
{\displaystyle Z_{2}={\sqrt {3\chi ^{2}+Z_{1}^{2}}}}
avec le paramètre de rotation {\displaystyle \chi =2a/R_{S}=cJ/(M^{2}G)}.
À mesure que la vitesse de rotation du trou noir augmente jusqu'au maximum ({\displaystyle \chi \to 1}), l'ISCO prograde, le rayon marginalement lié et le rayon de la sphère de photons diminuent jusqu'au rayon de l'horizon des événements au niveau du rayon gravitationnel, toujours logiquement et localement distinguable cependant.
{\displaystyle r_{\mathrm {ms} }\to r_{\mathrm {mb} }\to r_{\mathrm {ph} }\to r_{E}\to r_{G}=GM/c^{2}}
Les rayons rétrogrades augmentent eux vers
{\displaystyle r_{\mathrm {ms} }\to 9{\frac {GM}{c^{2}}}=4.5R_{S}}
{\displaystyle r_{\mathrm {mb} }={\frac {GM}{c^{2}}}(1+{\sqrt {1\pm \chi }})^{2}\to {\frac {3+{\sqrt {8}}}{2}}R_{S}\approx 5.828427{\frac {GM}{c^{2}}}\approx 2.9142R_{S}} ,
{\displaystyle r_{\mathrm {ph} }=2{\frac {GM}{c^{2}}}(1+\cos({\tfrac {2}{3}}\cos ^{-1}(\pm \chi )))\to 4{\frac {GM}{c^{2}}}=2R_{S}} .
Si la particule tourne également, il y a une division supplémentaire du rayon ISCO selon que la rotation est alignée avec ou contre la rotation du trou noir.